# Suerte de Saavedra
Suerte de Saavedra es un barrio de la ciudad de Badajoz, España.

## Historia
El barrio data del año 1984 y se encuentra situado en la parte más oriental de Badajoz, contando con unos 10 000 habitantes aproximadamente. En sus inicios estaba formada por viviendas sociales, todas en régimen de alquiler, aunque en estos momentos se hallan también pisos y promociones privadas. El problema fundamental de la barriada es su casi inexistente infraestructura social, habiendo sido solo pensada como una solución a problemas de alojamiento. Sus calles más importantes son las avenidas Antonio Hernández Gil y Felipe Trigo, las dos arterias principales del barrio.
El origen toponímico de su nombre, viene designado por la familia propietaria de los terrenos cedidos para su construcción, Los Martín de Saavedra afincados en Badajoz. Su casa estuvo en lo que hoy es actualmente el Hotel Cervantes, como puede apreciarse en su escudo nobiliario reubicado en la posterior edificación.
Además este barrio cuenta con la parroquia de San Pedro de Alcántara, el colegio Manuel Pacheco, un parque y pistas de petanca.
El patrón del barrio es San Pedro de Alcántara y sus fiestas se celebran en octubre.
Suerte de Saavedra es un barrio fundamentalmente obrero, que en sus inicios fue cuna de importantes movimientos sindicales como el de los Yesistas, también cuenta con movimientos sociales muy activos y reivindicativos como son su asociación de vecinos y el Grupo Joven, en el que se muestra el carácter de compromiso social muy arraigado en esta barriada. 
- Datos: Q6135220